# Fish Hawk
Fish Hawk és una concentració de població designada pel cens dels Estats Units a l'estat de Florida. Segons el cens del 2000 tenia 1.991 habitants.

## Demografia
Segons el cens del 2000, Fish Hawk tenia 1.991 habitants, 678 habitatges, i 581 famílies. La densitat de població era de 47 habitants/km².
Dels 678 habitatges en un 43,4% hi vivien nens de menys de 18 anys, en un 76% hi vivien parelles casades, en un 6,9% dones solteres, i en un 14,3% no eren unitats familiars. En el 10,6% dels habitatges hi vivien persones soles el 2,7% de les quals corresponia a persones de 65 anys o més que vivien soles. El nombre mitjà de persones vivint en cada habitatge era de 2,94 i el nombre mitjà de persones que vivien en cada família era de 3,16.
Per edats la població es repartia de la següent manera: un 29,6% tenia menys de 18 anys, un 5,6% entre 18 i 24, un 35,7% entre 25 i 44, un 23,1% de 45 a 60 i un 6% 65 anys o més.
L'edat mediana era de 35 anys. Per cada 100 dones de 18 o més anys hi havia 96,4 homes.
La renda mediana per habitatge era de 65.857 $ i la renda mediana per família de 67.286 $. Els homes tenien una renda mediana de 42.321 $ mentre que les dones 35.662 $. La renda per capita de la població era de 26.540 $. Entorn del 2% de les famílies i el 3,3% de la població estaven per davall del llindar de pobresa.

## Poblacions més properes
El següent diagrama mostra les poblacions més properes.